# Isaac Menyoli
Isaac Menyoli (geboren 6. August 1972 in Tiko, Fako) ist ein ehemaliger kamerunischer Skilangläufer. Er nahm für Kamerun 2002 an den Olympischen Winterspielen teil.

## Karriere
In der Saison 2001/02 startete Isaac Menyoli im Skilanglauf-Continental-Cup. Sein erstes Rennen bestritt er am 4. November 2001 im US-amerikanischen Fairbanks. In der Sprint-Qualifikation belegte er den 39. Platz, womit er die Qualifikation für die Finalläufe verpasste. In der Saison konnte er genügend FIS-Punkte sammeln, um sich für die Olympischen Winterspiele 2002 in Salt Lake City zu qualifizieren. Vom Comité National Olympique et Sportif du Cameroun wurde er für die Winterspiele nominiert und er schrieb am 14. Februar kamerunische Olympiageschichte. Als erster Kameruner nahm er an einen Wettbewerb bei den Olympischen Winterspielen teil. Bei der 20-Kilometer-Verfolgung belegte er den 80. und letzten Platz. Beim Sprint-Wettbewerb belegte er in der Qualifikation den 65. Platz, womit er sich nicht für die Finalläufe qualifizierte.